# Eurovision Young Dancers 1999
Der 8. Eurovision Young Dancers fand am 10. Juli 1999 in der Opéra de Lyon, in Lyon in Frankreich statt. Ausrichter war France 3, welche bereits 1989 Gastgeber der Veranstaltung waren. Damit war Frankreich das erste Land, welches den Wettbewerb mehr als ein Mal ausrichtete.
Sieger wurde das deutsche Tanzpaar Katja Wünsche & Stegli Yohan mit ihrem Tanz Cinderella. Es war das erste Mal, dass Deutschland den Wettbewerb gewinnen konnte und das erste Mal seit 1989, dass ein anderes Land als Spanien den Wettbewerb gewinnen konnte. Auf Platz 2 landete die schwedische Tänzerin Nathalie Nordquist. Es war damit Schwedens dritte Platzierung in Folge unter den Top 3. Auf Platz 3 landete dagegen die spanische Tänzerin Clara Blanco. Es war das erste Mal seit zehn Jahren, dass Spanien nicht auf Platz 1 landete.

## Austragungsort
Als Austragungsort wählte France 3 die Opéra de Lyon in Lyon aus. Es war das bereits zweite Mal, dass Frankreich den Wettbewerb ausrichtete. Schließlich war das Land bereits 1989 Gastgeber der Veranstaltung. Damals fand der Wettbewerb allerdings in Paris statt.

## Format
Auftreten konnten Tänzer zwischen 16 und 21 Jahren. Es konnten allerdings lediglich Solotänzer oder Paare antreten. Es gab erneut ein Halbfinale, da die Teilnehmeranzahl ansonsten den zeitlichen Rahmen sprengen würde. Dort traten alle 16 Teilnehmer gegeneinander an, wovon sich allerdings lediglich zehn für das Finale qualifizierten. Es gab auch weiterhin eine professionelle Jury, allerdings vergab diese wieder Platz 1 bis 3. Vorsitzender der Jury war der russische Tänzer und Choreograf Boris Eifman. Die weiteren Jurymitglieder waren folgende:
- Jean-Christophe Maillot
- Victoria Maragopoulou
- Maguy Marin
- Tero Saarinen
- Vicente Sáeza
- Meryl Tankar

### Moderation
Als Moderator fungierte der Moderator Alex Taylor. Es war das erste Mal, dass ein Mann den Wettbewerb alleine moderierte. Zuvor moderierte lediglich Margot Werner 1987 den Wettbewerb alleine.

## Teilnehmer

Länder, die 1999 teilgenommen haben
Länder, die bereits im Halbfinale ausgeschieden sind
Länder, die in der Vergangenheit teilgenommen haben, jedoch nicht 1999

Insgesamt 16 Länder nahmen am Eurovision Young Dancers 1999 teil, drei mehr als noch 1997. Schließlich kehrten Frankreich und die Schweiz nach vier Jahren, die Niederlande nach acht Jahren und das Vereinigte Königreich nach zehn Jahren zum Wettbewerb zurück. Lediglich Estland und die Slowakei zogen sich vom Wettbewerb zurück. Als Debütant wurde 1999 Tschechien begrüßt. Es war die erste Teilnahme Tschechiens an einem Eurovision-Wettbewerb.

## Halbfinale
Das Halbfinale 1999 fand am 4. Juli statt und somit sechs Tage vor dem Finale. Folgende Länder schieden bereits im Halbfinale aus:
| Land                   | Teilnehmer                           | Tanz Choreografie (C)                         |
| ---------------------- | ------------------------------------ | --------------------------------------------- |
| Schweiz                | Laetitia Guggi                       | La Bayadère C: M. Petipa                      |
| Slowenien              | Ana Klasnja                          | Variation of Giselle C: J. Coralli, J. Perrot |
| Tschechien             | Lukas Slavicky & Zuzana Zahradnikova | Don Quixote C: M. Petipa                      |
| Ungarn                 | Attila Bongar                        | Le Corsaire C: M. Petipa                      |
| Vereinigtes Königreich | Lara Glew                            | La Bayadère C: M. Petipa                      |
| Zypern                 | Dafni Mouyiassi                      | The Sleeping Beauty C: M. Petipa              |

## Finale
Zehn Länder traten jeweils gegeneinander an. Lediglich die ersten drei Plätze wurden bekanntgegeben.
| Platz | Startnr. | Land                   | Teilnehmer                            | Tanz Choreografie (C)                            |
| ----- | -------- | ---------------------- | ------------------------------------- | ------------------------------------------------ |
| 1.    | 08       | Deutschland            | Katja Wünsche & Stegli Yohan          | Cinderella C: J. Neumeier                        |
| 2.    | 10       | Schweden               | Nathalie Nordquist                    | Flower Festival in Genzano C: A. Bournonville    |
| 3.    | 03       | Spanien                | Clara Blanco                          | Variation of Giselle C: J. Coralli, J. Perrot    |
| –     | 01       | Griechenland           | Maria Boubouli                        | Don Quixote C: M. Petipa                         |
| –     | 02       | Niederlande            | Ernst Meisner                         | La fille mal gardée C: J. Dauberval              |
| –     | 04       | Frankreich (Gastgeber) | Emmanuel Eggermont & Juliette Roudet  | Les Chiens C: J. Bouvier, R. Obadia              |
| –     | 05       | Polen                  | Marta Wojtaszewska & Marcin Krajewski | Stars & Stripes C: G. Balanchine                 |
| –     | 06       | Lettland               | Elza Leimane                          | Esmeralda C: J. Perrot                           |
| –     | 07       | Finnland               | Aarne Ruutu                           | La Sylphide (James variation) C: A. Bournonville |
| –     | 09       | Belgien                | Frederik Deberdt                      | La Sylphide C: A. Bournonville                   |

## Übertragung
Insgesamt 20 Fernsehanstalten übertrugen die Veranstaltung:
| Land                      | Sender              |
| Teilnehmende Länder       | Teilnehmende Länder |
| ------------------------- | ------------------- |
| Belgien                   | RTBF                |
| Deutschland               | ZDF                 |
| Finnland                  | YLE                 |
| Frankreich                | France 3, MEZZO     |
| Griechenland              | ERT                 |
| Lettland                  | LTV                 |
| Niederlande               | NPS                 |
| Norwegen                  | NRK                 |
| Polen                     | TVP                 |
| Schweden                  | SVT1                |
| Schweiz                   | SF, TSR, RTSI       |
| Slowenien                 | RTV SLO             |
| Spanien                   | RTVE                |
| Tschechien                | ČT                  |
| Ungarn                    | MTV                 |
| Vereinigtes Königreich    | BBC                 |
| Zypern                    | CyBC                |
| Nicht teilnehmende Länder |                     |
| Irland                    | RTÉ                 |
| Kroatien                  | HRT                 |
| Russland                  | RTR                 |